# Woolwich (Maine)
Woolwich è un comune statunitense dello stato del Maine, sito nella Contea di Sagadahoc.